# Tiu Valles
Le Tiu Valles sono un complesso di valli situate sulla superficie di Marte, in prossimità dell'equatore; sono state battezzate con il nome del pianeta in inglese antico.
Assieme a diverse altre valli, come Ares Vallis, le Kasei Valles, Simud Valles e Shalbatana Vallis, si getta nel bacino di Chryse Planitia. Si ritiene che anche le Tiu Valles abbiano anticamente ospitato corsi d'acqua liquida.